# Ото V фон Бранденбург
Ото V фон Бранденбург (на немски: Otto V von Brandenburg; † 23 юли 1296) от швабската благородническа фамилия Кирхберг близо до Улм е граф на Бранденбург.

## Произход и наследство
Той е вер. големият син на граф Ото IV фон Кирхберг и Бранденбург († сл. 1220) и съпругата му фон Берг, дъщеря на граф Улрих I фон Берг († 1209) и Аделхайд фон Ронсберг († 1205), или вер. на граф Ото III фон Кирхберг-Бранденбург († сл. 1194/сл. 1239). Брат е на граф Хартман V фон Кирхберг-Бранденбург († сл. 1246), граф на Кирхберг-Бранденбург.
Център на господството Кирхберг-Бранденбург е в Дитенхайм, който през 1280 г. получава права на град. След тежкото раняване на внукът му граф Хартман VI фон Бранденбург в битката при Обернрндорф (17 април 1298) бранденбургските имоти са взети от крал Албрехт I Хабсбургски без да се съобразява от наследствените искания на още живите Кирхберги и са дадени първо на верния на Хабсбургите рицарски род Елербах. Последният фон Бранденбург е абат Конрад V фон Кирхберг от манастир Алерхайлиген/Шафхаузен, който умира на 12 март 1322 (1323) г.

## Фамилия
Ото V фон Бранденбург се жени за фон Марщетен, дъщеря на граф Готфрид фон Марщетен († сл. 1239) и Берхта фон Балсхайм († сл. 1239). Той има вероятно един син:
- Ото VI фон Бранденбург (IV) († 1281), граф на Бранденбург, женен за фон Гунделфинген († 1281), дъщеря на Улрих II фон Гунделфинген-Хеленщайн, фогт на Ешенбрун († 1280) и Аделхайд фон Албек († 1279); вер. баща на граф Хартман VI фон Бранденбург († сл. 30 април 1298)